# Međeđak Utinjski
Međeđak Utinjski is een plaats in de gemeente Vojnić in de Kroatische provincie Karlovac. De plaats telt 84 inwoners (2001).